# Decepción-Station
Die Decepción-Station (spanisch Base Antártica Decepción) ist eine saisonal betriebene (Sommerhalbjahr) antarktische Forschungsstation Argentiniens in den Südlichen Shetlandinseln. Sie liegt auf Deception Island etwa einen Kilometer entfernt von der Gabriel-de-Castilla-Station des spanischen Militärs.

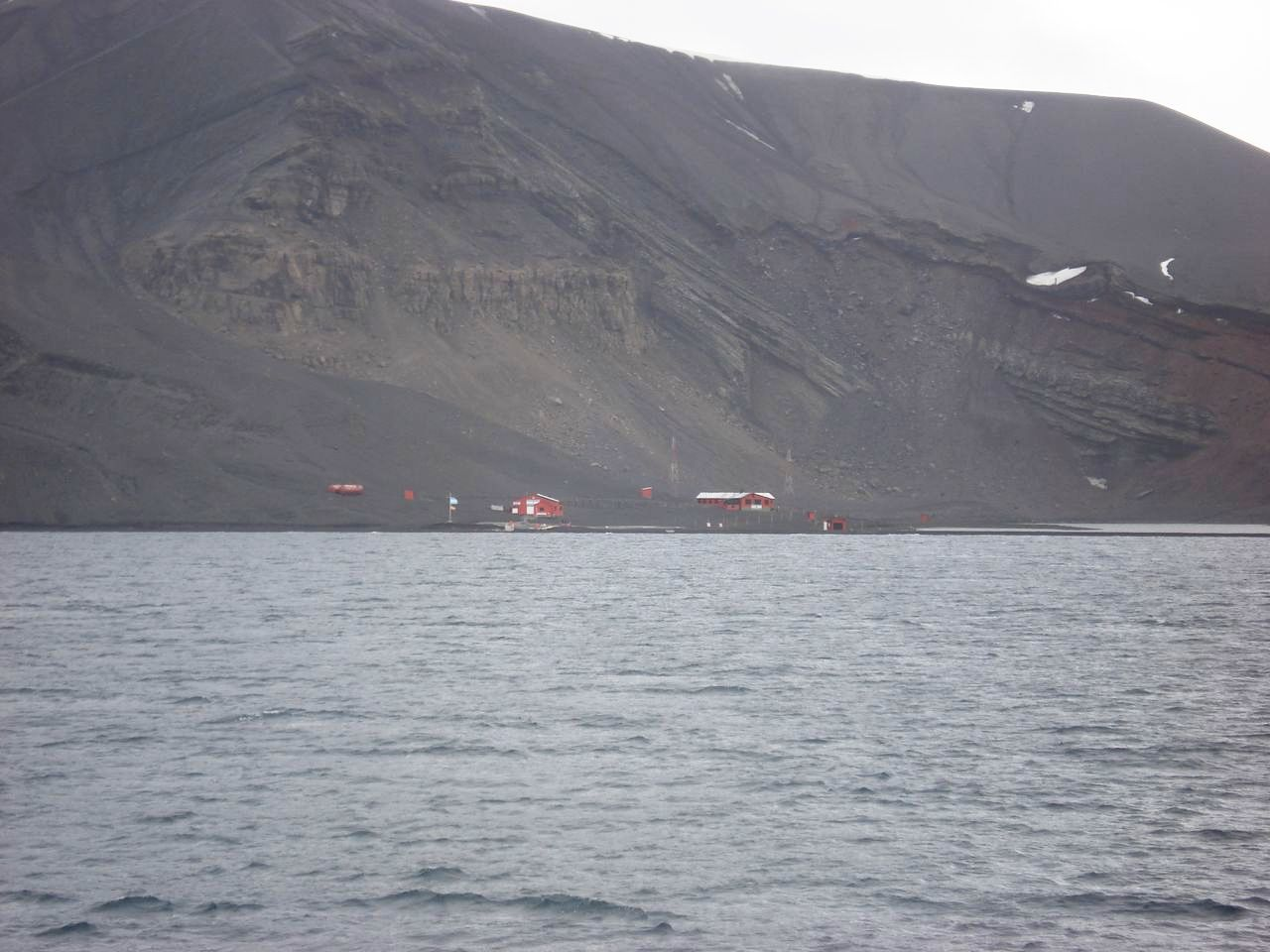
Blick auf die Station, Sommer 2008/09

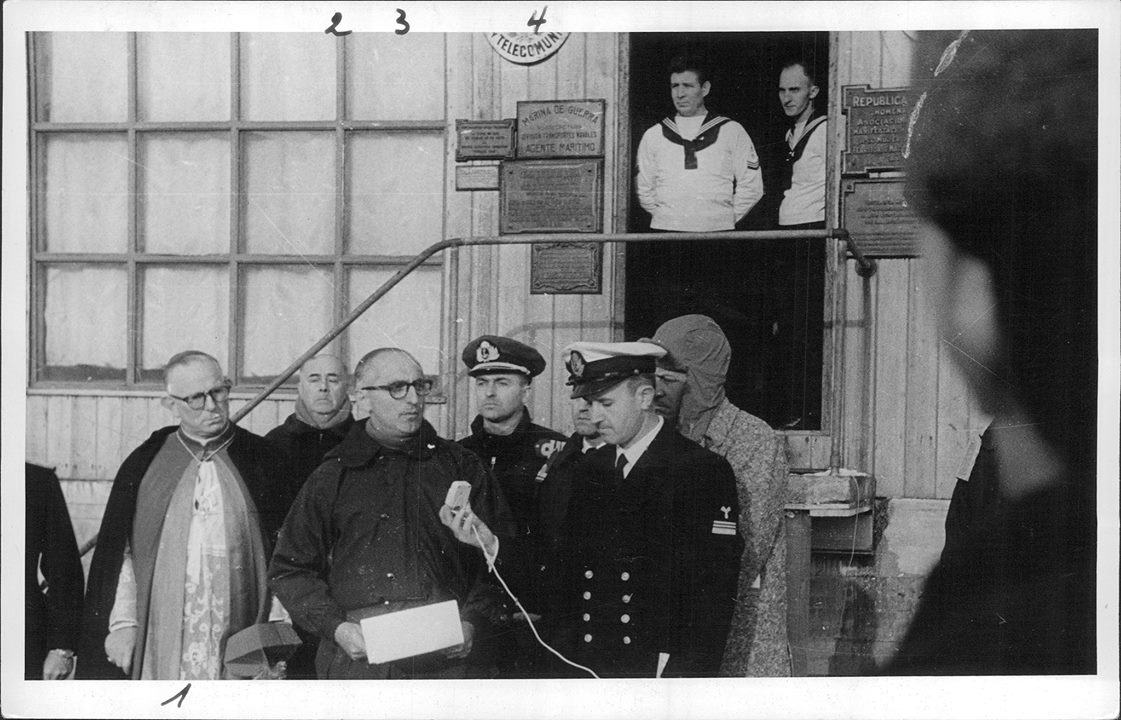
Im Radio übertragene Ansprache von Präsident Arturo Frondizi auf der Decepción-Station, 8. März 1961

## Beschreibung
Die Station wurde in der ersten Welle der Errichtung diverser Stationen in der Antarktika durch das Argentinisches Militär ab Ende 1947 (Beginn des antarktischen Sommers 1947/48) errichtet. Sie wurde am 25. Januar 1948 von der argentinischen Marine unter dem Namendestacamento naval Decepción (einige Quellen zitieren sie auch als destacamento naval 1° de Mayo) eingeweiht, wobei ihr erster Chef Lieutenant Roberto Cabrera war. In den folgenden Jahrzehnten war sie die wichtigste argentinische Sration in der Antarktis. Im Dezember 1967 wurde aufgrund von Vulkanausbrüchen auf der Insel die permanente Besetzung der Basis eingestellt und ihre Nutzung auf Kampagnen im Sommerhalbjahr umgestellt. Exemplarisch genannt wurde in der antarktischen Sommerkampagne 2016–2017 die Basis am 21. Dezember 2016 eröffnet und am 13. März 2017 geschlossen. Die Besatzung wurde mittels des Versorgungsschiffes ARA Bahía San Blas (B-4) der Marine transportiert. In den 1990er Jahren wurde ihr Name in "Antarctic Base Decepción" und allgemeiner in "Base Decepción" geändert.
Von Anfang an war an der Station ein meteorologisches Observatorium in Betrieb, 1950 kam ein Seismograph und 1951 eine Ionosphärenstation hinzu. Am 10. April 1954 erschien die erste Ausgabe der Zeitung La Voz de Decepción, die bis 1955 von Doktor Julio A. Bonelli herausgegeben wurde.
Die Infrastruktur der Basis verfügt über 1030 m² überdachte Fläche, 16 m² wissenschaftliche Labors, 337 m² Logistikfläche und 30 Betten. Sie besteht aus acht Gebäuden, von denen einige bei Vulkanausbrüchen durch ausgeworfenes Gestein beschädigt wurden. Im Haupthaus befinden sich Schlafzimmer, Küche, Wohnzimmer, eine Speisekammer und die Funkstation. Auch das Notfallhaus ist bewohnbar. Weitere Gebäude sind das Vulkanobservatorium und das Bootshaus. Es gibt einen Hubschrauberlandeplatz und ein Dock. Die Station verfügt über zwei Zodiacs mit Außenbordmotoren für den Transport.

## Observatorio Volcanológico Decepción
Die Forschung ist hauptsächlich geologischer und vulkanologischer Natur.  Das Observatorio Volcanológico Decepción (OVD) wurde im Südsommer 1993 eingerichtet, die offizielle Einweihung war am 25. Januar 1995. Es ist mit argentinischen Wissenschaftlern des Instituto Antártico Argentino und der Universidad de Buenos Aires sowie mit spanischen Wissenschaftlern des Consejo Superior de Investigaciones Científicas und des Museo Nacional de Ciencias Naturales besetzt. Das Observatorium führt von Dezember bis März seismische Überwachung und Nachverfolgung der chemischen Zusammensetzung fumarolischer Gase durch, zusammen mit gravimetrischen, magnetometrischen und thermometrischen Kontrollstudien von Fumarolen und heißen Böden.

## Klima
|                        | Jan | Feb | Mär | Apr | Mai | Jun | Jul | Aug | Sep | Okt | Nov | Dez |   |      |
| Mittl. Temperatur (°C) | 1   | 1   | 0   | −2  | −4  | −4  | −8  | −8  | −5  | −2  | −1  | 0   | ⌀ | −2,7 |
| Mittl. Tagesmax. (°C)  | 2   | 2   | 1   | 0   | −2  | −5  | −6  | −5  | −3  | 0   | 0   | 2   | ⌀ | −1,2 |
| Mittl. Tagesmin. (°C)  | 0   | 0   | −1  | −4  | −7  | −10 | −11 | −11 | −8  | −5  | −3  | −1  | ⌀ | −5,1 |
|                        |     |     |     |     |     |     |     |     |     |     |     |     |   |      |
| Niederschlag (mm)      | 50  | 50  | 60  | 50  | 0   | 0   | 10  | 20  | 20  | 100 | 90  | 50  | Σ | 500  |
|                        |     |     |     |     |     |     |     |     |     |     |     |     |   |      |
| Luftfeuchtigkeit (%)   | 83  | 85  | 87  | 87  | 84  | 89  | 88  | 87  | 89  | 86  | 84  | 84  | ⌀ | 86,1 |

| 0 |

| 0 |

| −1 |

| −4 |

| −7 |

| −10 |

| −11 |

| −11 |

| −8 |

| −5 |

| −3 |

| −1 |

| 0 |

| 0 |

| −1 |

| −4 |

| −7 |

| −10 |

| −11 |

| −11 |

| −8 |

| −5 |

| −3 |

| −1 |